# Vanadislunden

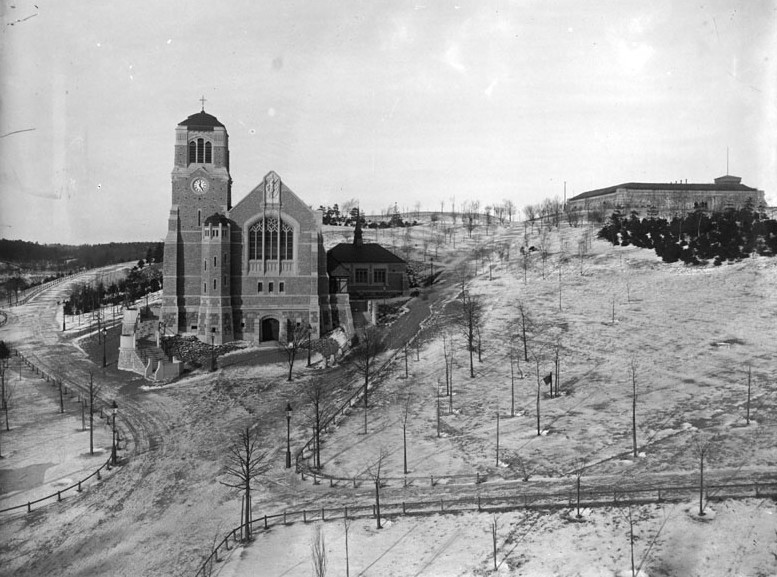
Vanadislunden omkring 1910. Stefanskyrkan i förgrunden och den första vattenreservoaren på höjden i bakgrunden.

Vanadislunden är en av Stockholms största parker och ligger i stadsdelen Vasastaden i Innerstaden. Vanadislunden har fått sitt namn efter gudinnan Vanadis.
Parken ligger mellan Sveavägen 111–156, Cedersdalsgatan 1–19, Roslagsgatan 27–61 och Frejgatan 20–22. Området täcker cirka 9 hektar och mäter cirka 430×270 meter. Parken är mycket kuperad. Brunkebergsåsen går tvärs igenom parken, och den högsta punkten når 43 meter över havet.

## Historik

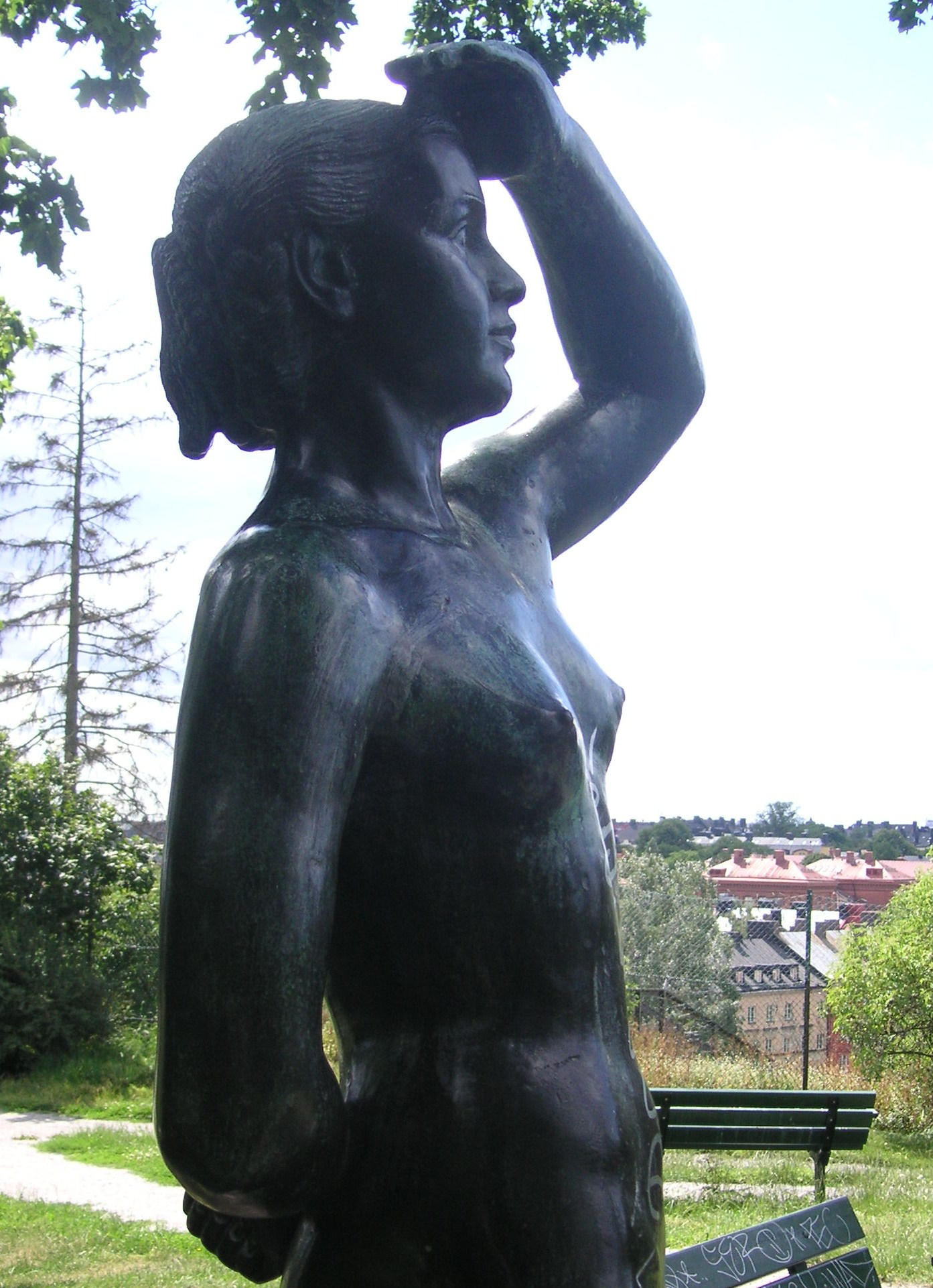
Flicka i aftonsol, skulptur av Anders Jönsson (1955), står på en kulle i parken.

Området kallades tidigare Ormträskhöjden. Ormträsket var en liten sjö på den plats där Wenner-Gren Center finns idag. Detta var en fattig utkant av Stockholm som tidigare hade öknamnet Sibirien. Parken fick sitt nuvarande namn vid stora namnrevisionen år 1885 och anknyter till "den nordiska gudaläran" och började anläggas samtidigt. 1893 planterades cirka 2 000 träd och buskar. Parken var i stort sett färdigställd 1903, förutom några mindre områden kring Frejgatan som var klara 1930.

## Byggnader

### Vattenreservoar
I Vanadislunden finns en betydande vattenreservoar, Vanadislundens vattenreservoar, med en volym på 8 100 m³ som uppfördes under åren 1913–1918. Den har ett borgliknande utförande och ritades av Gustaf Améen. Redan 1879 uppfördes här en vattenreservoar innan den nuvarande byggdes. Den stora betongbassängen från 1914 står på pelare inuti den äldre reservoaren.

### Bostäder
I parkens norra del mot Cedersdalsgatan ligger bostadslängorna ”Cedersdalsgatans hus”. De byggdes i samband med Hemutställningen 1917 som ett provisorium. Här skulle man visa att minibostäder om ett rum och kök eller ännu mindre, med enbart så kallade bostadskök (spisrum), kunde vara acceptabla bostäder om dessa var välplanerade. Idag är bostadslängan upprustad och de små lägenheterna sammanslagna och byggnaden i parken bland tallar påminner om gamla tiders bruksmiljöer.
I den nordvästra delen ligger Cedersdals malmgård från 1700-talet med en tobakslada, den enda bevarade i Stockholms innerstad. 

### Kyrkor
I parkens södra del ligger Stefanskyrkan, uppförd 1904.  

### Skolor
I parkens nordöstra del ligger Johannes skola.  

### Övriga byggnader
Närmast Vanadislundens nedre lekplats med adress Sveavägen 140A ligger ett grönt trähus som sedan mars 2021 inhyser scoutkåren Gustaf Vasa-Bredäng. Tidigare har huset fungerat som föreningslokal.

## Skulpturer
År 1955 restes på en kulle i nordvästra delen av parken Anders Jönssons skulptur "Flicka i aftonsol". 

## Lekplatser
Vanadislunden har två stycken kommunala lekplatser. 

### Vanadislundens nedre lekplats (Sveavägen vid Frejgatan)
Vanadislundens nedre lekplats har bland annat kompisgunga, sandlåda med ryggstöd, lekbro, två rutschkanor, gungor, sandlåda och sittplatser i en stor paviljong samt picknickbord. Från Sveavägen och Frejgatan leder grusvägar in till lekplatsen. Den rustades upp 2016 och nyinvigdes i maj 2016.  

### Vanadislundens övre lekplats (Frejgatan 20A)
Vanadislundens övre lekplats, belägen på toppen av Vanadislunden, nås från Sveavägen och Frejgatan via branta asfalterade parkvägar och har bland annat klätterställning, gungdjur och klätterträd.

## Utomhusbad
I Vanadislunden ligger Vanadisbadet, tidigare ett äventyrsbad med bland annat vattenrutschkanor och plaskdammar med mera. Badet öppnades 1938 och stängdes 2007 för ombyggnation. Enligt ett tidigare förslag skulle badet rivas och en ny anläggning stå färdig år 2012.  
I juni 2012 presenterade Stockholms stads idrottsförvaltning ett nytt förslag som innebar att badet skulle upprustas till en kostnad av 53 miljoner kronor. Nypremiär för badet var den 15 juni 2014. 
I anslutning till badet låg Vanadis Hotell & Bad, ett budgethotell inrymt i de gamla omklädningsrummen nedanför bassängerna. Hotellverksamheten upphörde oktober 2018. 

## Bilder

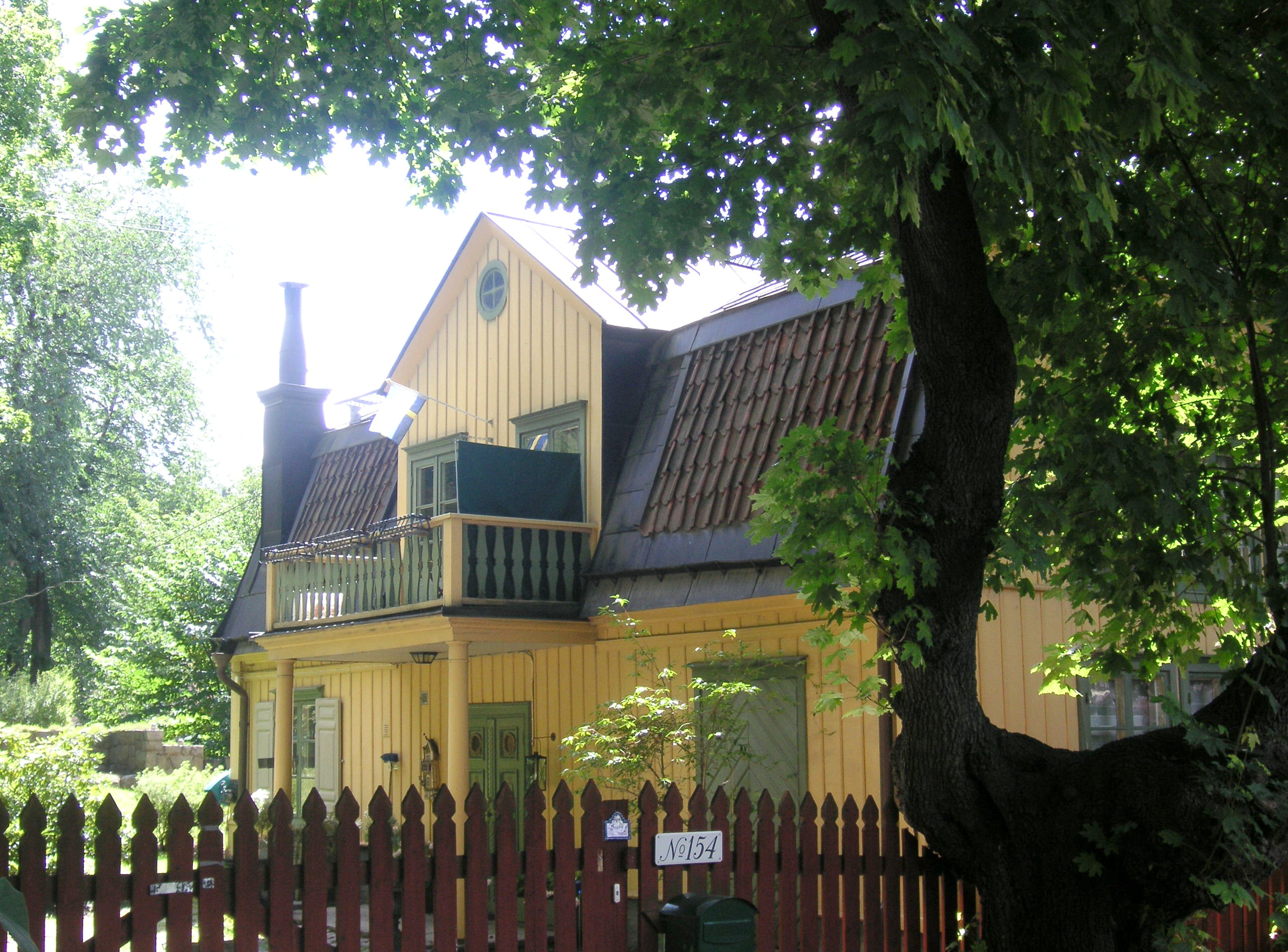
Cedersdals malmgård
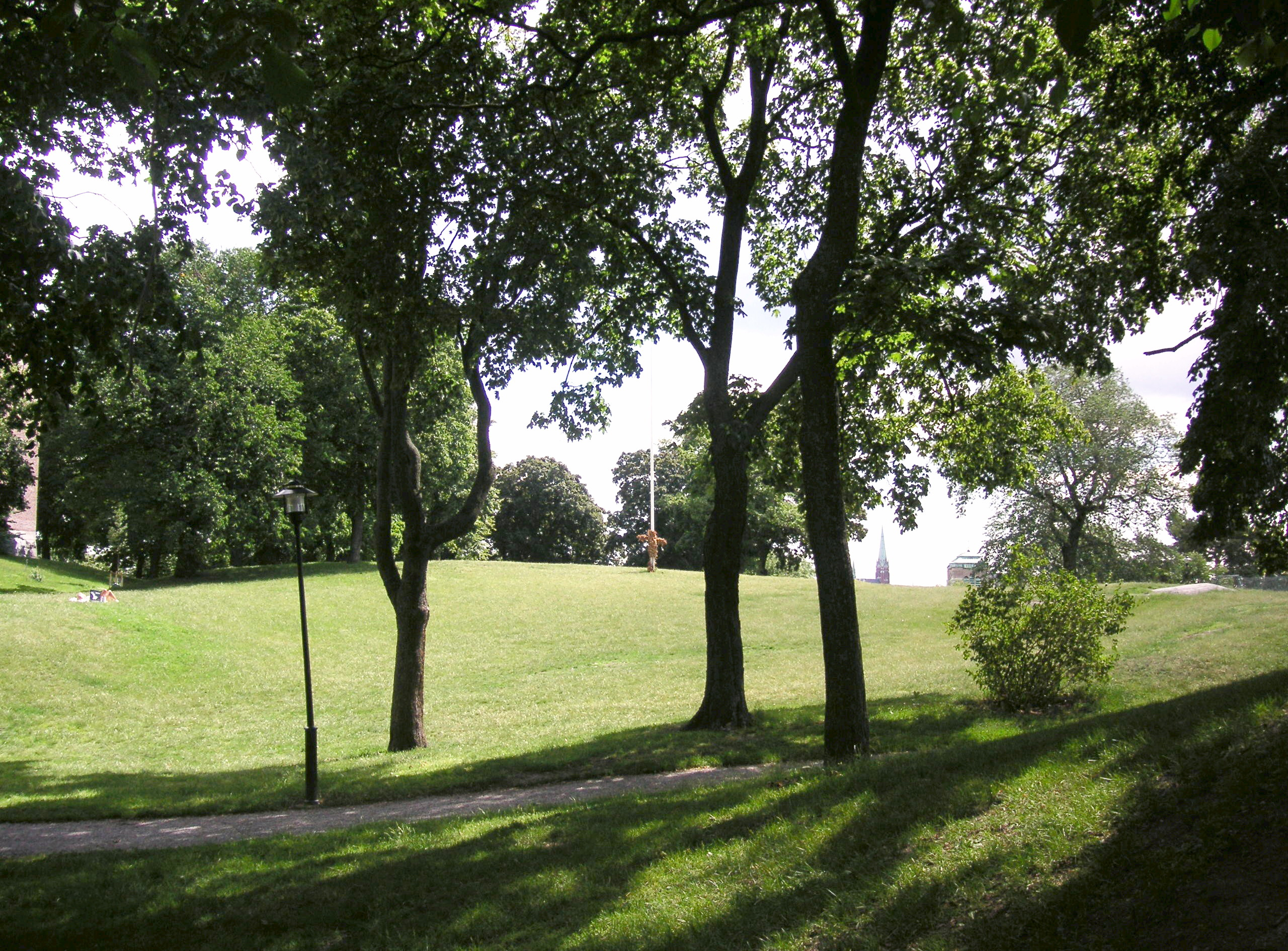
Vanadislunden mot sydost
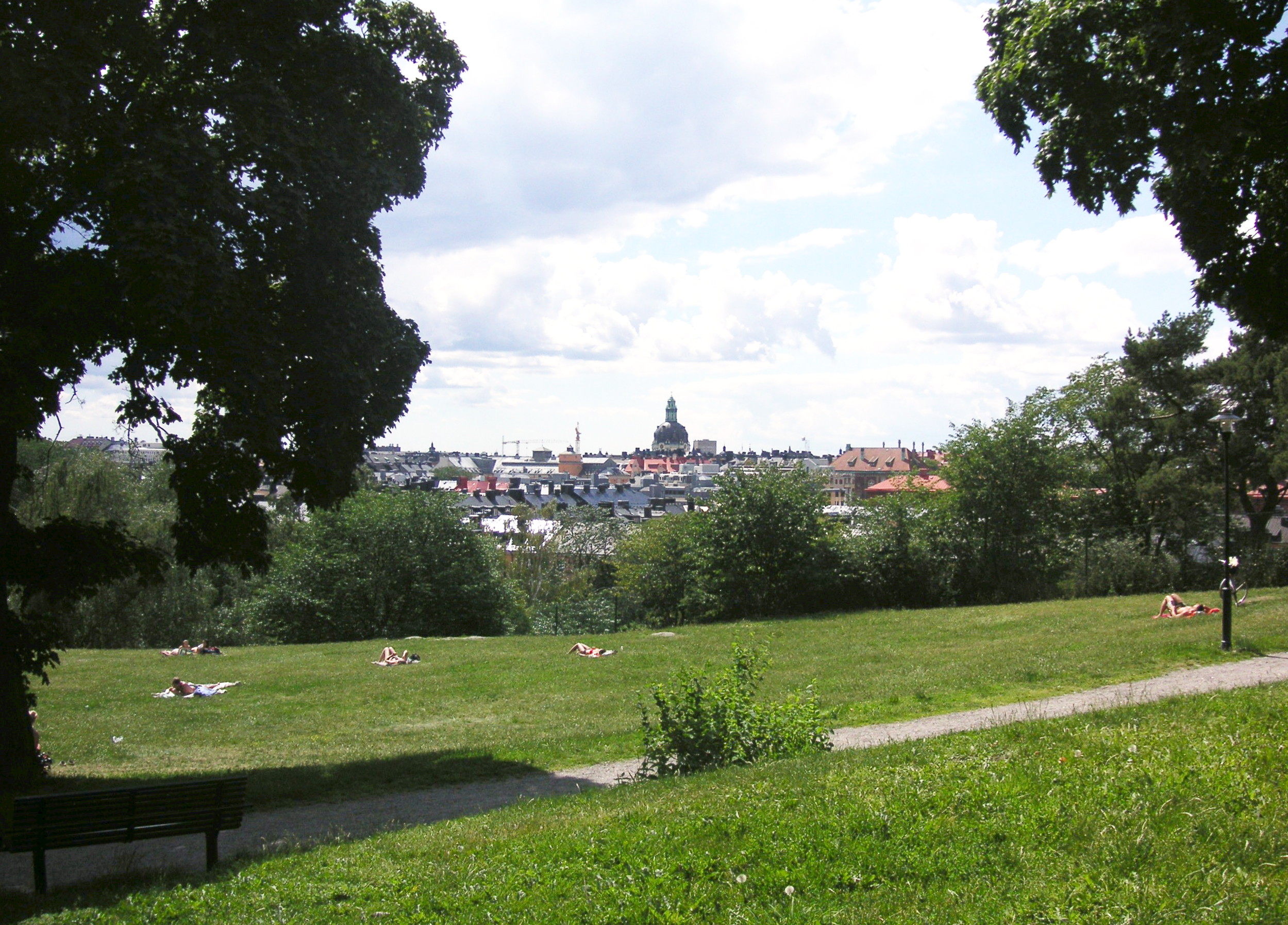
Vanadislunden mot sydväst
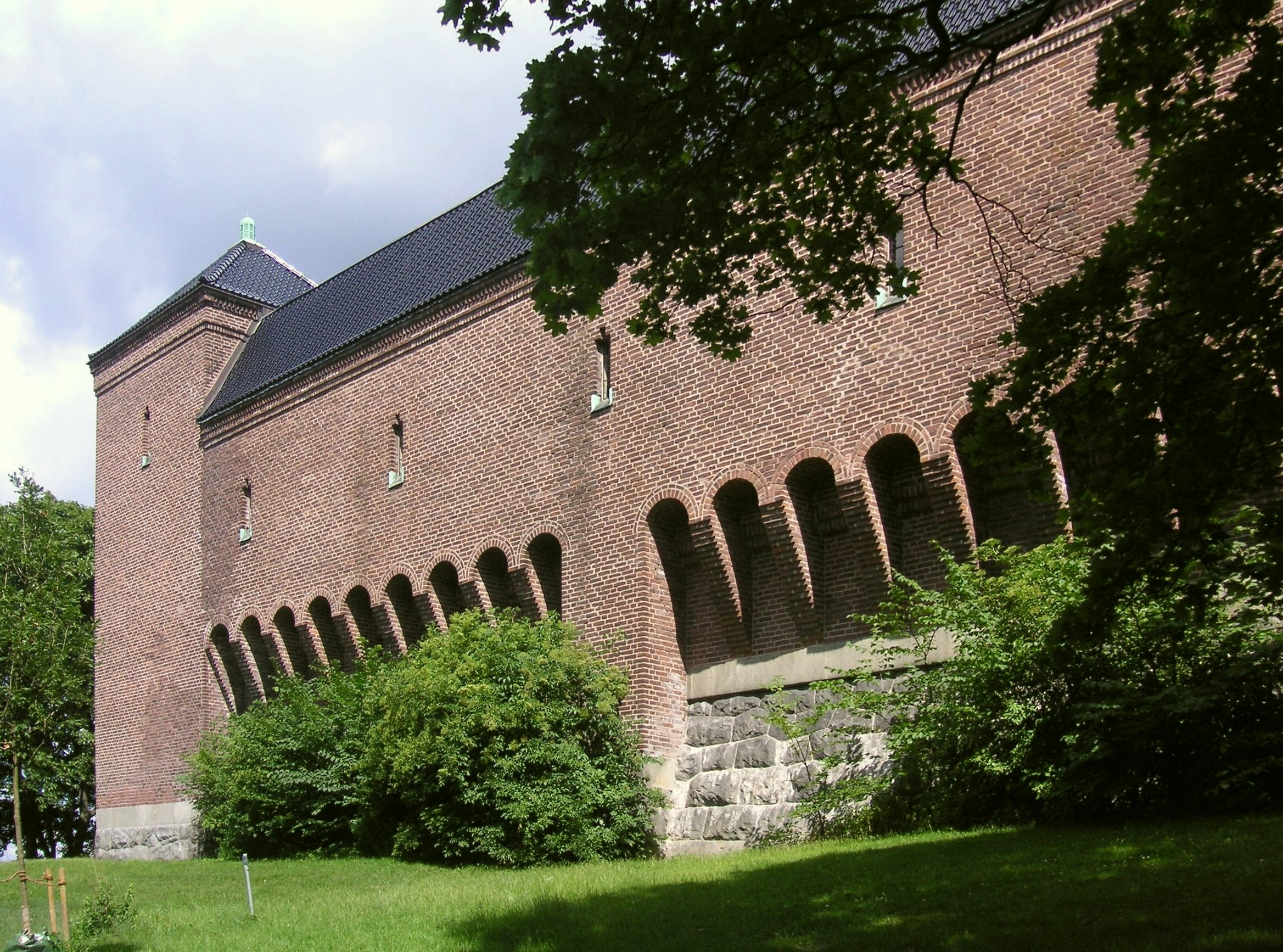
Vanadislundens vattenreservoar